# 鬚花藤屬
鬚花藤属（学名：Genianthus）是萝藦科下的一个属，为藤本植物。该属共有约10种，分布于亚洲热带和亚热带地区。